# The Dark Knight Strikes Again
Batman: The Dark Knight Strikes Again (также довольно часто обозначаемый сокращением DK2) — комикс Фрэнка Миллера о Бэтмене в формате мини-серии, выпущенный импринтом Elseworlds издательства DC Comics в 2001—2002 годах. Комикс является продолжением другого комикса Миллера, The Dark Knight Returns, и описывает возвращение Брюса Уэйна из подполья после трёх лет планирования и обучения его последователей.

## История публикаций
Комикс был издан в формате трёх комиксов (Ноябрь 2001 — Июль 2002) DC Comics, и с тех пор был переиздан в формате «три комикса в одном» — под твердой и мягкой обложкой. Также было издание Абсолютный Темный Рыцарь (содержащее также и комикс The Dark Knight Returns). Как и первый комикс, история берет своё начало во временной линии не являющейся канонической в текущем континууме DC Comics.

## Сюжет
После ухода в подполье Бэтмен (Брюс Уэйн) и его юная помощница, Девочка-Кошка (Кэрри Келли, Робин из The Dark Knight Returns), тренировали армию «бэтбоев», чтобы спасти мир от диктатуры Лекса Лютора. Серией нападений на правительственные учреждения солдаты Бэтмена освободили нескольких героев, включая Атома (заключённого годами в чашке петри), Флэша и Пластичного человека (сошедшего с ума и заключённого в Arkham Asylum). Вытягивающийся человек был завербован прямо на работе коммерческого представителя, а Зелёная стрела уже работал на Бэтмена (что было показано в конце The Dark Knight Returns).
Другие герои, такие, как Супермен, Чудо-Женщина и Капитан Марвел, были вынуждены работать на правительство, поскольку их любимые были в заложниках или под угрозой.
Тем временем, налёты Бэтмена не остались не замеченными средствами массовой информации. Долгое время супергерои были запрещены, однако после освобождения они стали завоёвывать популярность среди молодёжи, что стало отражаться в масс медиа. На концерте поп-группы «The Superchix» Бэтмен и другие герои появляются на публике, призывая своих фанатов восстать против деспотичного правительства.
В это время, герой Вопрос выяснял планы Лютора, записывая в журнал свои наблюдения. Он пытается убедить Марсианского Охотника (постаревшего, избитого жизнью, и почти лишённого сил, а его мозг наполняют наноботами Лютора) присоединиться к Бэтмену в борьбе против Супермена и прочих героев, помогающих Лютору. Вскоре они оба оказываются атакованы человеком, психологически и внешне напоминающего Джокера, но при этом не убиваемого, и Охотник жертвует своей жизнью, чтобы дать время Вопросу и Зелёной Стреле, появившемуся, чтобы спасти его. Имитатор убегает, однако вскоре убивает других героев, таких как Страж, Ползун и, по всей видимости, других героев, ушедших в отставку.
Инопланетный монстр приземляется в Метрополисе и начинает разрушать город. Бэтмен, однако, говорит своим союзникам, что это лишь способ выманить их всех из укрытия и что они не должны отвечать на призывы о помощи. Он говорит, что ставки слишком высоки, чтобы беспокоиться о цене, будь то мужчина, женщина или даже ребёнок.
Супермен и Капитан Марвел борются с монстром, в ходе схватки обнаруживается, что это Брейниак. Он принуждает Супермена проиграть, угрожая ему разрушением Кандора, уменьшенного города с Криптонианцами, чтобы разрушить надежду людей в супергероев. Капитан Марвел умирает, защищая граждан от гибели, а Супермен был спасён Ларой, его дочерью от Чудо-Женщины. Её тщательно прятали с рождения, но сейчас, когда правительство узнало о её существовании, оно хочет, чтобы та работала на них.
Согласившись с Бэтменом, что его путь единственно верный, Супермен, Чудо-Женщина и их дочь присоединились к нему. Пока Лара притворилась, что перешла на сторону Брейниака, Атом смог пробраться внутрь Кандора и освободить его жителей, чтобы они вместе с Ларой смогли объединить силу своих взглядов-лазеров и уничтожить Брейниака, начав тем самым революцию. Бэтмен позволяет поймать себя Лютеру, чтобы осуществить свой план: Лютор запускает спутники, чтобы уничтожить большую часть населения планеты. Спутники уничтожаются Зелёным Фонарем, сжавшим гигантский кулак вокруг Земли. Лютора же убивает сын Человека-Орла, чьи родители были убиты Лютором ранее. Всё проходит так, как и планировал Бэтмен, к ужасу Флэша.
На пути обратно в Бэт-пещеру Бэтмен получает передачу от Кэрри: она была атакована тем же психопатом, убившим Марсианского Охотника и других героев. Бэтмен узнает в нём своего бывшего помощника, Дика Грейсона, первого Робина, уволенного Бэтменом много лет назад. Оказалось, что он был подвержен генетическим манипуляциям и теперь обладает чрезвычайно мощным исцеляющим фактором, но сошёл при этом с ума. Во время разговора с Грейсоном о совместном прошлом, Бэтмен открывает люк под ногами Грейсона, находящийся над лавой, пока Удлиняющийся Человек спасает раненую Кэрри. Грейсон вскарабкивается вверх и они с Бэтменом начинают поединок, в ходе которого выясняется, что его не убить, даже отрубив голову. Тогда Бэтмен решается на отчаянный шаг — бросается вместе с Диком в пропасть, навстречу лаве. В последний миг по команде Бэтмена его спасает Супермен, после чего доставляет его в Бэтмобиль, к Кэрри. В Бэтмобиле Кэрри говорит Бэтмену, что сожалеет на счёт потерянной пещеры и всех воспоминаний, но он отвечает, что это лишь сувениры, и говорит ей: «Я был сентиментальным, в прошлом, когда был старым.»

## Критика
The Dark Knight Strikes Again получил весьма смешанную оценку критиками, и в основном — отрицательную. Сайт Grovel.org.uk дал комиксу две звезды из пяти, и заявил, что он «читается как громоподобный артиллерийский залп, все дымится и шумит, не хватает нюансов». Сайт Infinity.co.uk дал комиксу смешанную оценку, и закончил обзор словами «комикс исполнен с наглостью, но это исполнение вызывает лишь сожаление».

## Персонажи
- Бэтмен: Брюс Уэйн сфальсифицировал свою смерть три года назад, чтобы действовать как Бэтмен в подполье. Он возглавляет восстание против коррумпированного режима Лекса Лютора
- Девочка-кошка: Кэрри Келли, в The Dark Knight Returns Робин, теперь Девочка-кошка (как ранее Женщина-кошка, является помощником Бэтмена и полевым командиром его последователей.
- Лекс Лютор: Лекс Лютор теперь управляет Америкой, используя для этого голограмму для того, чтобы скрывать свою личность за фальшивой. Он всё ещё мастер-стратег, хоть решения его и противоречивы и вызывают потери жизней, но эти потери он считает необходимыми для победы над противником. Под его контролем находятся более могущественные герои — Супермен, Капитан Марвел и Чудо-женщина, держа их возлюбленных в качестве заложников.
- Брейниак: Снабжает Лютора средствами, чтобы править Америкой, а следовательно, и всей Землей.
- Супермен: Является пешкой в руках Лекса Лютора, держащего уменьшенный город Кандор в заложниках. Подталкиваемый своей дочерью и Бэтменом, он, наконец, наносит ответный удар и отказывается от своей клятвы не убивать.
- Лара: дочь Супермена и Чудо-Женщины, с силой криптонца и военным воспитанием Амазонок. Она невысокого мнения о людях менее могущественных, чем она и пытается убедить своего отца подняться над людьми и, возможно, даже править миром. В результате Супермен разрывается между этим вариантом и точкой зрения его родителей, что он должен использовать свои силы, чтобы помогать людям, но в результате выбирает первое.
- Капитан Марвел: Старый человек с белыми волосами (похожими на Дядю Марвел), он всё ещё обладает силами, равными силам Супермена и Чудо-Женщины. Как и другие герои он ограничен в своих возможностях, поскольку Лютор держит в заложниках Мэри, его сестру.
- Дик Грейсон: первый Робин и бывший партнёр Бэтмена, Дик Грейсон финальный противник в истории. В этом континууме Робин был уволен Бэтменом годами ранее за «трусость и некомпетентность» и был подвержен лучевой терапии, в результате получив очень сильный исцеляющий фактор и возможность менять форму, но стал абсолютно безумен. Основную часть истории он изображает Джокера, умершего в The Dark Knight Returns. Его жертвами стали Марсианский Охотник, Крипер, Страж и чуть не стала Кэрри Келли. Ради мести Бэтмену став весьма ужасной и нелепой личностью, Грейсон является скорее трагической фигурой, нежели настоящим антагонистом.
- Атом: Рэй Палмер был заключен внутри своей собственной чашки Петри в течение двух лет, в течение которых он сражался с бактериями, ставшими для него диназавроподобными. Спасенный Кэрри Келли, он стал первым из старых героев, присоединившихся к Бэтмену в его борьбе.
- Флэш: Из-за угроз его жене, Айрис, Барри Аллен был вынужден бежать в гигантском электрическом генераторе, поставляя треть электричества Америке, пока не был освобожден Девочкой-Кошкой и Атомом. Айрис также была освобождена.
- Вытягивающийся человек (англ. Elongated Man): Ральф Дибни продавал основанный на Джинголде секс-наркотик для людей с телевидения, однако потом присоединился к Бэтмену.
- Пластичный человек (англ. Plastic Man): Спасенный из Аркхэма, абсолютно сумасшедший Иел О’Брайан присоединяется к Бэтмену в его крестовом походе. Из комикса следует, что у него что-то вроде соперничества с Вытягивающимся Человеком, обладающим схожими силами.
- Зелёная стрела: Активист-миллиардер с механическим протезом руки, Оливер Квин являлся частью команды Бэтмена ещё с Возвращения Темного Рыцаря. Являющийся левым, он довольно часто вступает в идеологические споры с более правым Вопросом.
- Зелёный Фонарь: Хэл Джордан теперь живёт со своей инопланетной семьей, и не вмешивается в дела на Земле. Он возвращается на Землю по просьбе Бэтмена, единственного, кому он доверяет достаточно, чтобы пойти на это.
- Вопрос: Хотя он и продолжает сражаться с преступностью подобно Бэтмену, Вик Сейдж, похоже, предпочитает работать один, хотя он и пытался завербовать Марсианского Охотника. Его заданием было собирать информацию о Люторе и всех его сотрудниках. Вопрос не доверяет технологии (не без причины) и муниципализации.
- Марсианский Охотник: Жертва наноботов (по любезности Лютера), лишивших его почти всех его сил включая способность становиться человеком, Д’жонн Д’жонзз начал сильно пить и курить. Он вернул свои способность предвидеть будущее, которую он использовал, чтобы помогать Вопросу.
- Мальчик-орёл: Сын Человека-Орла, он и его сестра были воспитаны в дождевых лесах Коста-Рики. Когда их родители были убиты военным ударом Лютора, Мальчик-Орёл решил пойти по пути мести. Бэтмен помогает ему достичь цели.